# Kewanee, Illinois
Kewanee är en stad (city) i Henry County, i delstaten Illinois, USA. Enligt United States Census Bureau har staden en folkmängd på 12 876 invånare (2011) och en landarea på 17,4 km².